# Bloor-Danforth-Linie
| Station Old Mill |         |                                                |                                                |
| Streckenlänge: | 26,2 km |                                                |                                                |
| Spurweite: | 1495 mm |                                                |                                                |
| Stromsystem: | 600 V = |                                                |                                                |
| |         |                                                |                                                |
| \| \| \| GO Transit von Milton \| \| \| \| \| Kipling GO / Kipling \| \| \| \| \| \| \| \| \| \| Go Transit nach Bloor (s. u.) \| \| \| \| \| Islington \| \| \| \| \| \| \| \| \| \| Mimico Creek \| \| \| \| \| \| \| \| \| \| Royal York \| \| \| \| \| \| \| \| \| \| Old Mill \| \| \| \| \| Humber River \| \| \| \| \| \| \| \| \| \| Jane \| \| \| \| \| Runnymede \| \| \| \| \| \| \| \| \| \| High Park \| \| \| \| \| \| \| \| \| \| \| \| \| \| \| Keele \| \| \| \| \| Keele (früher Vincent) Yard \| \| \| \| \| Go Transit von Kipling (s. o.) \| \| \| \| \| Go Transit von Georgetown \| \| \| \| \| Dundas West / Bloor GO \| \| \| \| \| \| \| \| \| \| GO Transit von Barrie \| \| \| \| \| GO Transit zur Union Station \| \| \| \| \| Lansdowne \| \| \| \| \| Dufferin \| \| \| \| \| Ossington \| \| \| \| \| Christie \| \| \| \| \| Bathurst \| \| \| \| \| Spadina Line von Vaughan \| \| \| \| \| Spadina \| \| \| \| \| Straßenbahn zur Union Station \| \| \| \| \| St. George \| \| \| \| \| University Line zur Union Station \| \| \| \| \| Bay \| \| \| \| \| \| \| \| \| \| \| \| \| \| \| Bloor-Yonge Yonge Line (Union Station ↔ Finch) \| \| \| \| \| \| \| \| \| \| Sherbourne \| \| \| \| \| Rosedale Ravine (überdachte Brücke) \| \| \| \| \| Castle Frank \| \| \| \| \| Prince Edward Viaduct \| \| \| \| \| \| \| \| \| \| GO Transit (Union Station ↔ Richmond Hill) \| \| \| \| \| \| \| \| \| \| Don River \| \| \| \| \| Don Valley Parkway \| \| \| \| \| \| \| \| \| \| Broadview \| \| \| \| \| Chester \| \| \| \| \| Pape \| \| \| \| \| Donlands \| \| \| \| \| Greenwood Yard \| \| \| \| \| Greenwood \| \| \| \| \| Coxwell \| \| \| \| \| Woodbine \| \| \| \| \| Main Street \| \| \| \| \| \| \| \| \| \| Victoria Park \| \| \| \| \| Unterhaltsgleis Warden \| \| \| \| \| Warden \| \| \| \| \| GO Transit von Union Station \| \| \| \| \| Eglinton-Linie (im Bau) \| \| \| \| \| Kennedy GO / Kennedy \| \| \| \| \| Scarborough-Linie \| \| \| \| \| GO Transit nach Lincolnville \| \| |         |                                                |                                                |
| Strecke |         | GO Transit von Milton                          | GO Transit von Milton                          |
| |         | Kipling GO / Kipling                           |                                                |
| Strecke · U-Bahn-Tunnelanfang |         |                                                |                                                |
| Strecke nach links · U-Bahn-Kreuzung (im Tunnel) |         | Go Transit nach Bloor (s. u.)                  | Go Transit nach Bloor (s. u.)                  |
| U-Bahn-Bahnhof (im Tunnel) |         | Islington                                      | Islington                                      |
| U-Bahn-Tunnelende |         |                                                |                                                |
| U-Bahn-Brücke über Wasserlauf |         | Mimico Creek                                   | Mimico Creek                                   |
| U-Bahn-Tunnelanfang |         |                                                |                                                |
| U-Bahn-Bahnhof (im Tunnel) |         | Royal York                                     | Royal York                                     |
| U-Bahn-Tunnelende |         |                                                |                                                |
| U-Bahn-Bahnhof |         | Old Mill                                       | Old Mill                                       |
| |         | Humber River                                   |                                                |
| U-Bahn-Tunnelanfang |         |                                                |                                                |
| U-Bahn-Bahnhof (im Tunnel) |         | Jane                                           | Jane                                           |
| U-Bahn-Bahnhof (im Tunnel) |         | Runnymede                                      | Runnymede                                      |
| U-Bahn-Tunnelende |         |                                                |                                                |
| U-Bahn-Bahnhof |         | High Park                                      | High Park                                      |
| U-Bahn-Tunnelanfang |         |                                                |                                                |
| U-Bahn-Tunnelende |         |                                                |                                                |
| U-Bahn-Bahnhof Ende Hochstrecke |         | Keele                                          | Keele                                          |
| U-Bahn-Betriebs-/Güterbahnhof Streckenanfang und quer · U-Bahn-Abzweig geradeaus und nach rechts |         | Keele (früher Vincent) Yard                    | Keele (früher Vincent) Yard                    |
| U-Bahn-Tunnelanfang · Strecke von links |         | Go Transit von Kipling (s. o.)                 | Go Transit von Kipling (s. o.)                 |
| U-Bahn-Strecke (im Tunnel) · Abzweig geradeaus und von links |         | Go Transit von Georgetown                      | Go Transit von Georgetown                      |
| U-Bahn-Bahnhof (im Tunnel) · Bahnhof |         | Dundas West / Bloor GO                         | Dundas West / Bloor GO                         |
| Strecke von links · U-Bahn-Kreuzung (im Tunnel) · Strecke nach rechts |         |                                                |                                                |
| Abzweig geradeaus und von links · U-Bahn-Kreuzung (im Tunnel) |         | GO Transit von Barrie                          | GO Transit von Barrie                          |
| Strecke nach rechts · U-Bahn-Strecke (im Tunnel) |         | GO Transit zur Union Station                   | GO Transit zur Union Station                   |
| U-Bahn-Bahnhof (im Tunnel) |         | Lansdowne                                      | Lansdowne                                      |
| U-Bahn-Bahnhof (im Tunnel) |         | Dufferin                                       | Dufferin                                       |
| U-Bahn-Bahnhof (im Tunnel) |         | Ossington                                      | Ossington                                      |
| U-Bahn-Bahnhof (im Tunnel) |         | Christie                                       | Christie                                       |
| U-Bahn-Bahnhof (im Tunnel) |         | Bathurst                                       | Bathurst                                       |
| U-Bahn-Strecke (im Tunnel) · U-Bahn-Strecke von links (im Tunnel) |         | Spadina Line von Vaughan                       | Spadina Line von Vaughan                       |
| |         | Spadina                                        |                                                |
| U-Bahn-Strecke nach halbrechts (im Tunnel) · U-Bahn-Abzweig geradeaus und nach links (im Tunnel) · U-Bahn-Abzweig geradeaus und von rechts (im Tunnel) |         | Straßenbahn zur Union Station                  | Straßenbahn zur Union Station                  |
| U-Bahn-Strecke von links (im Tunnel) · U-Bahn-Turmbahnhof mit Tunnelstrecke (im Tunnel) · U-Bahn-Strecke nach rechts (im Tunnel) |         | St. George                                     | St. George                                     |
| U-Bahn-Abzweig geradeaus, nach rechts und von rechts (im Tunnel) · U-Bahn-Strecke (im Tunnel) |         | University Line zur Union Station              | University Line zur Union Station              |
| |         | Bay                                            |                                                |
| U-Bahn-Strecke nach links (im Tunnel) · U-Bahn-Abzweig geradeaus und von rechts (im Tunnel) |         |                                                |                                                |
| |         |                                                |                                                |
| U-Bahn-Strecke quer (im Tunnel) · U-Bahn-Turmbahnhof mit Tunnelstrecke (im Tunnel) · U-Bahn-Strecke quer (im Tunnel) |         | Bloor-Yonge Yonge Line (Union Station ↔ Finch) | Bloor-Yonge Yonge Line (Union Station ↔ Finch) |
| |         |                                                |                                                |
| U-Bahn-Bahnhof (im Tunnel) |         | Sherbourne                                     | Sherbourne                                     |
| |         | Rosedale Ravine (überdachte Brücke)            |                                                |
| U-Bahn-Bahnhof (im Tunnel) |         | Castle Frank                                   | Castle Frank                                   |
| U-Bahn-Tunnelende |         | Prince Edward Viaduct                          | Prince Edward Viaduct                          |
| |         |                                                |                                                |
| U-Bahn-Kreuzung mit Eisenbahn |         | GO Transit (Union Station ↔ Richmond Hill)     | GO Transit (Union Station ↔ Richmond Hill)     |
| |         |                                                |                                                |
| |         | Don River                                      |                                                |
| |         | Don Valley Parkway                             |                                                |
| U-Bahn-Tunnelanfang |         |                                                |                                                |
| U-Bahn-Bahnhof (im Tunnel) |         | Broadview                                      | Broadview                                      |
| U-Bahn-Bahnhof (im Tunnel) |         | Chester                                        | Chester                                        |
| U-Bahn-Bahnhof (im Tunnel) |         | Pape                                           | Pape                                           |
| U-Bahn-Bahnhof (im Tunnel) |         | Donlands                                       | Donlands                                       |
| U-Bahn-Abzweig geradeaus, nach rechts und von rechts (im Tunnel) |         | Greenwood Yard                                 | Greenwood Yard                                 |
| U-Bahn-Bahnhof (im Tunnel) |         | Greenwood                                      | Greenwood                                      |
| U-Bahn-Bahnhof (im Tunnel) |         | Coxwell                                        | Coxwell                                        |
| U-Bahn-Bahnhof (im Tunnel) |         | Woodbine                                       | Woodbine                                       |
| U-Bahn-Bahnhof (im Tunnel) |         | Main Street                                    | Main Street                                    |
| U-Bahn-Tunnelende |         |                                                |                                                |
| U-Bahn-Bahnhof |         | Victoria Park                                  | Victoria Park                                  |
| U-Bahn-Abzweig geradeaus und von rechts |         | Unterhaltsgleis Warden                         | Unterhaltsgleis Warden                         |
| U-Bahn-Bahnhof |         | Warden                                         | Warden                                         |
| Strecke von rechts · U-Bahn-Tunnelanfang |         | GO Transit von Union Station                   | GO Transit von Union Station                   |
| Strecke · U-Bahn-Strecke (im Tunnel) · U-Bahn-Strecke (außer Betrieb) |         | Eglinton-Linie (im Bau)                        | Eglinton-Linie (im Bau)                        |
| |         | Kennedy GO / Kennedy                           |                                                |
| Strecke · U-Bahn-Strecke |         | Scarborough-Linie                              | Scarborough-Linie                              |
| Strecke |         | GO Transit nach Lincolnville                   | GO Transit nach Lincolnville                   |

Die Bloor-Danforth-Linie (offiziell Line 2 Bloor–Danforth genannt) ist eine U-Bahn-Linie in der kanadischen Stadt Toronto. Sie ist Teil der Toronto Subway und bildet die wichtigste West-Ost-Verbindung des öffentlichen Nahverkehrsnetzes. Die von der Toronto Transit Commission (TTC) betriebene Linie ist 26,2 km lang und besitzt 31 Stationen, die Spurweite beträgt 1495 mm.
Benannt ist die Linie nach den Hauptstraßen Bloor Street und Danforth Avenue, denen sie zum größten Teil folgt. Im Stadtzentrum kreuzt sie sich zweimal mit der U-förmigen Yonge-University-Linie, an der östlichen Endstation besteht Anschluss an die Scarborough-Linie. Täglich wird die Bloor-Danforth-Linie von durchschnittlich 510.620 Fahrgästen genutzt (2015).

## Geschichte
1910 beauftragte die Stadtverwaltung ein Ingenieurbüro in New York mit der Projektierung eines U-Bahn-Netzes, das drei Linien mit einer Gesamtlänge von 18,7 km umfassen sollte. Nach einigen Modifikationen des ursprünglichen Vorschlags war unter anderem eine West-Ost-Linie unter der Bloor Street vorgesehen. Das Vorhaben scheiterte jedoch im Januar 1912 in einem Referendum mit einem Neinstimmen-Anteil von 57 % und wurde nicht verwirklicht. Stadtbaumeister Rowland Harris konnte durchsetzen, dass der 1913 genehmigte und fünf Jahre später eröffnete Prince Edward Viaduct über den Don River, der die Bloor Street mit der Danforth Avenue verbindet, eine zweite Ebene für ein Massenverkehrsmittel erhielt, obwohl dessen Verwirklichung langfristig nicht absehbar war.
1941 ging die TTC von einem markanten Bevölkerungs- und Verkehrszuwachs in der Zeit nach dem Zweiten Weltkrieg aus und plante aus diesem Grund eine U-Straßenbahn; 1942 nahm sie eine Änderung vor, nachdem der erste Vorschlag bei der Stadtverwaltung auf Ablehnung gestoßen war. Unter anderem war ein Tunnel unter der Queen Street geplant, durch den mehrere Straßenbahnlinien geführt werden sollten. In der Nachkriegszeit verlagerte sich die Hauptlast des West-Ost-Verkehrs zur Bloor Street, weshalb dort ein Massenverkehrsmittel geeigneter erschien als eine U-Straßenbahn unter der zwei Kilometer südlich gelegenen Queen Street. Außerdem konnte so auch der entsprechend gebaute Prince Edward Viaduct genutzt werden.
Im Januar 1958 beschloss der Gemeindeverband Metropolitan Toronto den Bau der Bloor-Danforth-Linie und genehmigte im April 1959 auch die Finanzierung. Leslie Frost, Premierminister der Provinz Ontario, nahm am 16. November 1959 den Spatenstich vor. Nach etwas mehr als sechsjähriger Bauzeit wurde der erste Abschnitt von 12,9 km Länge zwischen den Stationen Keele und Woodbine am 26. Februar 1966 eröffnet.

Karte des Versuchsbetriebs in den ersten sechs Monaten nach Eröffnung

Zu Beginn war der Betrieb der Bloor-Danforth-Linie mit jenem der Yonge-University-Linie verknüpft, so dass es drei Linien gab. Jeder zweite Zug aus westlicher Richtung bog nach der Station St. George nach Süden in die University Avenue ab. Aus östlicher Richtung gelangte jeder zweite Zug auf die untere Ebene der Station Bay, um anschließend ebenfalls in südliche Richtung zu schwenken. Die TTC gab diese Betriebsform nach einer sechsmonatigen Versuchsphase auf, da sie sich als störungsanfällig erwies und die erhofften Zeitgewinne durch wegfallendes Umsteigen ausblieben. Die untere Stationsebene wird aber seither weiterhin betriebsbereit gehalten.
Ein Jahr vor der Eröffnung des ersten Abschnitts fiel der Beschluss, die Strecke an beiden Enden zu verlängern. Dadurch sollten die damals noch eigenständigen Vororte Etobicoke und Scarborough ebenfalls erschlossen werden. Beide Verlängerungen mit einer Gesamtlänge von 9,8 km wurden am 11. Mai 1968 eröffnet: im Westen von Keele nach Islington, im Osten von Woodbine nach Warden. Um in Etobicoke und Scarborough das Umsteigen zu anderen Verkehrsmitteln zu erleichtern, beschloss die TTC, die Linie an beiden Enden nochmals um insgesamt 3,7 km zu verlängern. Mit der Eröffnung der Abschnitte Islington–Kipling im Westen und Warden–Kennedy im Osten am 21. November 1980 erreichte die Bautätigkeit ihr vorläufiges Ende.

## Strecke und Stationen
Die Linie beginnt in der Station Kipling in Etobicoke, nahe der Stadtgrenze zu Mississauga. Sie folgt anschließend rund 14 Kilometer weit der Bloor Street. Dabei kreuzt sie im Stadtzentrum zweimal die U-förmige Yonge-University-Linie. Umsteigemöglichkeiten zu dieser Linie bestehen in den Stationen Spadina, St. George und Bloor-Yonge. Der Don River wird auf der unteren Ebene des Prince Edward Viaduct überbrückt. Auf der anderen Seite des Flusses schließt sich die Danforth Avenue an, der die Linie sechs Kilometer weit bis ins Zentrum von East York folgt. Dort biegt sie nach Nordosten ab und erreicht nach weiteren vier Kilometern die östliche Endstation Kennedy am Rande von Scarborough.
Eine Besonderheit ist, dass die Bloor-Danforth-Linie nicht unmittelbar unter den namensgebenden Straßen verläuft, sondern nördlich davon um mehrere Dutzend Meter versetzt. Dabei liegt der Tunnel überwiegend unter Parks und Parkplätzen hinter der vordersten Häuserzeile oder unter parallelen Nebenstraßen. Die Tunnelabschnitte wurden mit wenigen Ausnahmen in offener Bauweise errichtet. Ausnahmen sind gebohrte Abschnitte von Bloor-Yonge bis Sherbourne (686 Meter), von Lansdowne bis Dundas West (561 Meter) und westlich der Station Ossington (30 Meter). Oberirdisch liegen die Stationen Kipling, High Park, Keele, Victoria Park und Warden; die Station Old Mill befindet sich je zur Hälfte im Tunnel und auf einem Viadukt über dem Humber River.

## Scarborough-Erweiterung
Die Scarborough-Erweiterung (Scarborough Subway Extension) ist ein Ausbauprojekt im Stadtbezirk Scarborough. Diese Erweiterung von der Bloor-Danforth-Linie wird die Scarborough-Linie ersetzen, die 1985 gebaut wurde und heute unzuverlässig ist. Seit 2007 diskutierte die Stadt Toronto darüber, wie die Scarborough-Linie ersetzt werden könnte.
Am 10. April 2019 kündigte der Premierminister Doug Ford an, dass die Provinz die Erweiterung finanzieren würde. Metrolinx, eine Provinzbehörde, würde das Projekt leiten. Arbeiten am Tunnel begann am 23. Juni 2022. Die Fertigstellung der Erweiterung wird 2030 erwartet.
Die unterirdische Erweiterung soll 7,4 km lang werden mit drei neuen Stationen. Von der Station Kennedy wird die Linie ostwärts unter der Eglinton Avenue, dann nordwärts unter der Danforth Road und der McCowan Road bis zur Sheppard Avenue fahren. (Die Danforth Road und die Danforth Avenue sind nicht dieselbe Straße.) Die drei neuen Stationen werden entlang der McCowan Road hingestellt.